# Конус
Ко́нус (через нем. Konus и лат. cōnus, от др.-греч. κώνος — «сосновая шишка») — поверхность, образованная в пространстве множеством лучей (образующих конуса), соединяющих все точки некоторой плоской кривой (направляющей конуса) с данной точкой пространства (вершиной конуса).
Если направляющая конуса — замкнутая кривая, то коническая поверхность служит границей пространственного тела, которое также называют «конусом» (см. рисунок), а внутренность этой кривой называют «основанием конуса», если основание конуса представляет собой многоугольник, такой конус является пирамидой.
Иногда вместо лучей рассматривают прямые, тогда получается двойной конус, состоящий из двух симметричных относительно вершины частей.
Конус и связанные с ним конические сечения играют большую роль в математике, астрономии и других науках.

## Связанные определения
- Боковая поверхность конуса — объединение образующих конуса; образующая поверхность конуса является конической поверхностью.
- Высота конуса — отрезок, опущенный перпендикулярно из вершины на плоскость основания (а также длина такого отрезка).
- Угол раствора конуса — угол между двумя противоположными образующими (угол при вершине конуса, внутри конуса).
- Конусность — соотношение высоты и диаметра основания конуса.

## Типы конусов
- Прямой круговой конус
- Прямой и косой круговые конусы с равным основанием и высотой: их объём одинаков
- Усечённый прямой круговой конус

- Прямой конус — конус, основание которого имеет центр симметрии (например, является кругом или эллипсом) и ортогональная проекция вершины конуса на плоскость основания совпадает с этим центром; при этом прямая, соединяющая вершину и центр основания, называется осью конуса.
- Косой (или наклонный) конус — конус, у которого ортогональная проекция вершины на основание не совпадает с его центром симметрии.
- Круговой конус — конус, основание которого является кругом.
- Конус вращения, или прямой круговой конус (часто под конусом подразумевают именно его) — конус, который можно получить вращением (то есть тело вращения) прямоугольного треугольника вокруг прямой, содержащей катет треугольника (эта прямая является осью конуса).
- Конус, опирающийся на эллипс, параболу или гиперболу, называют соответственно эллиптическим, параболическим и гиперболическим конусом: последние два имеют бесконечный объём.
- Усечённый конус или конический слой — часть конуса, лежащая между основанием и плоскостью, параллельной основанию и находящейся между вершиной и основанием.
- Равносторонний конус — конус вращения, образующая которого равна диаметру основания [4].

## Свойства
- Если площадь основания конечна, то объём конуса также конечен и равен трети произведения высоты на площадь основания.

{\displaystyle V={1 \over 3}SH,}
где S — площадь основания, H — высота. Таким образом, все конусы, опирающиеся на данное основание (конечной площади) и имеющие вершину, находящуюся на данной плоскости, параллельной основанию, имеют равный объём, поскольку их высоты равны.
- Центр тяжести любого конуса с конечным объёмом лежит на четверти высоты от основания.
- Телесный угол при вершине прямого кругового конуса равен

{\displaystyle 2\pi \left(1-\cos {\alpha  \over 2}\right),}
где α — угол раствора конуса.
- Площадь боковой поверхности прямого кругового конуса равна

{\displaystyle S=\pi Rt,}
а в общем случае
{\displaystyle S={\frac {tl}{2}},}
где R — радиус основания, {\displaystyle t={\sqrt {R^{2}+H^{2}}}} — длина образующей, {\displaystyle l} — длина границы основания.
Полная площадь поверхности (то есть сумма площадей боковой поверхности и основания) равна
{\displaystyle S=\pi R(t+R),}
для прямого кругового конуса и 
{\displaystyle S={\frac {tl}{2}}+S_{\text{ос}},}
для произвольного, где {\displaystyle S_{\text{ос}}}  —  площадь основания.
- Объём кругового (не обязательно прямого) конуса равен

{\displaystyle V={1 \over 3}\pi R^{2}H.}
- Для усечённого кругового конуса (не обязательно прямого) объём равен:

{\displaystyle V={1 \over 3}\pi H(R^{2}+Rr+r^{2}),}
где {\displaystyle R} и {\displaystyle r}  — радиусы соответственно нижнего и верхнего оснований, {\displaystyle H} — высота от плоскости нижнего основания,до верхнего основания.
- Для произвольного усечённого конуса (не обязательно прямого и кругового) объём равен:

{\displaystyle V={1 \over 3}(H_{2}S_{2}-H_{1}S_{1}),}
где {\displaystyle S_{1}} и {\displaystyle S_{2}}  — площади соответственно верхнего (ближнего к вершине) и нижнего оснований, {\displaystyle H_{1}} и {\displaystyle H_{2}}  — расстояния от плоскости соответственно верхнего и нижнего основания до вершины.
- Пересечение плоскости с прямым круговым конусом является одним из конических сечений (в невырожденных случаях — эллипсом, параболой или гиперболой, в зависимости от положения секущей плоскости).

## Уравнение прямого кругового конуса
Уравнения, задающие боковую поверхность прямого кругового конуса с углом раствора 2Θ, вершиной в начале координат и осью, совпадающей с осью Oz:
- В сферической системе координат с координатами (r, φ, θ):

{\displaystyle \theta =\Theta .}
- В цилиндрической системе координат с координатами (r, φ, z):

{\displaystyle z=r\cdot \operatorname {ctg} \Theta } или {\displaystyle r=z\cdot \operatorname {tg} \Theta .}
- В декартовой системе координат с координатами (x, y, z):

{\displaystyle z=\pm {\sqrt {x^{2}+y^{2}}}\cdot \operatorname {ctg} \Theta .}
Это уравнение в каноническом виде записывается как
{\displaystyle {\frac {x^{2}}{a^{2}}}+{\frac {y^{2}}{a^{2}}}-{\frac {z^{2}}{c^{2}}}=0,}
где константы a, с определяются пропорцией {\displaystyle c/a=\cos \Theta /\sin \Theta .} Отсюда видно, что боковая поверхность прямого кругового конуса представляет собой поверхность второго порядка (она носит название коническая поверхность). В общем виде коническая поверхность второго порядка опирается на эллипс; в подходящей декартовой координатной системе (оси Ох и Оу параллельны осям эллипса, вершина конуса совпадает с началом координат, центр эллипса лежит на оси Oz) её уравнение имеет вид
{\displaystyle {\frac {x^{2}}{a^{2}}}+{\frac {y^{2}}{b^{2}}}-{\frac {z^{2}}{c^{2}}}=0,}
причём a/c и b/c равны полуосям эллипса. В наиболее общем случае, когда конус опирается на произвольную плоскую поверхность, можно показать, что уравнение боковой поверхности конуса (с вершиной в начале координат) задаётся уравнением {\displaystyle f(x,y,z)=0,} где функция {\displaystyle f(x,y,z)} является однородной, то есть удовлетворяющей условию {\displaystyle f(\alpha x,\alpha y,\alpha z)=\alpha ^{n}f(x,y,z)} для любого действительного числа α.

## Развёртка
Прямой круговой конус как тело вращения образован прямоугольным треугольником, вращающимся вокруг одного из катетов, где h — высота конуса от центра основания до вершины — является катетом прямоугольного треугольника, вокруг которого происходит вращение. Второй катет прямоугольного треугольника r — радиус в основании конуса. Гипотенузой прямоугольного треугольника является l — образующая конуса.
В создании развёртки конуса могут использоваться всего две величины r и l. Радиус основания r определяет в развертке круг основания конуса, а сектор боковой поверхности конуса определяет образующая боковой поверхности l, являющаяся радиусом сектора боковой поверхности. Угол сектора {\displaystyle \varphi } в развёртке боковой поверхности конуса определяется по формуле:
φ = 360°·(r/l).

## Вариации и обобщения
- В алгебраической геометрии конус — это произвольное подмножество {\displaystyle K} векторного пространства {\displaystyle V} над полем {\displaystyle F}, для которого для любого {\displaystyle \lambda \in F}
{\displaystyle \lambda K=K.}
- В топологии конус над топологическим пространством X есть факторпространство {\displaystyle X\times [0,\infty )} по отношению эквивалентности {\displaystyle (x,0)\sim (y,0).}
- В линейной алгебре есть понятие выпуклого конуса.